# LEW EL 20
Die Tagebaulokomotive EL 20 ist eine Zweikraftlokomotive und wurde beim Lokomotivbau Elektrotechnische Werke „Hans Beimler“ Hennigsdorf (LEW) in der Zeit von 1983 bis 1985 in 24 Exemplaren gefertigt. Mit jeder Lokomotive wurden zwei motorgetriebene Abraumwagen mitgeliefert. Diese Gespanne werden in zahlreichen Tagebauen der Sowjetunion und deren Nachfolgestaaten eingesetzt. 17 Lokomotiven sind 2025 noch erhalten.

## Geschichte
Die Lokomotiven sind die Weiterentwicklung der LEW EL 10 und entstanden in den Jahren 1983 bis 1985 auf der Grundlage eines Wirtschaftsabkommens über die Erschliesung von neuen Eisenerzbergwerken in der UdSSR. Für die Lieferung von Eisenerz musste die DDR Förderausrüstung und Bergbaumaschinen liefern. 1983 lieferte LEW zunächst vier Probelokomotiven, denen nach eingehenden Tests und konstruktiver Überarbeitung sowie Anpassungen an die Praxis 1984 und 1985 20 weitere Lokomotiven mit jeweils zwei Motorkippwagen folgten.
Die Lokomotiven sind für den Betrieb bis −50 °C und bis Steigungen bis zu 60 ‰ ausgelegt. 1985 bekamen eine Lokomotive und zwei Motorkippwagen auf der Leipziger Messe eine Goldmedaille.
Geliefert wurden die Fahrzeuge an die Bergwerke in Mikhailovsky im Oblast Moskau, nach Korshunovsky in Ostsibirien und Katschkanar im Oblast Swerdlowsk. 2025 sind noch 17 Lokomotiven vorhanden. Davon sind sieben Fahrzeuge betriebsfähig, bei zwei Lokomotiven ist der jetzige Standort nicht bekannt und der Rest nicht einsatzfähig.

## Technik

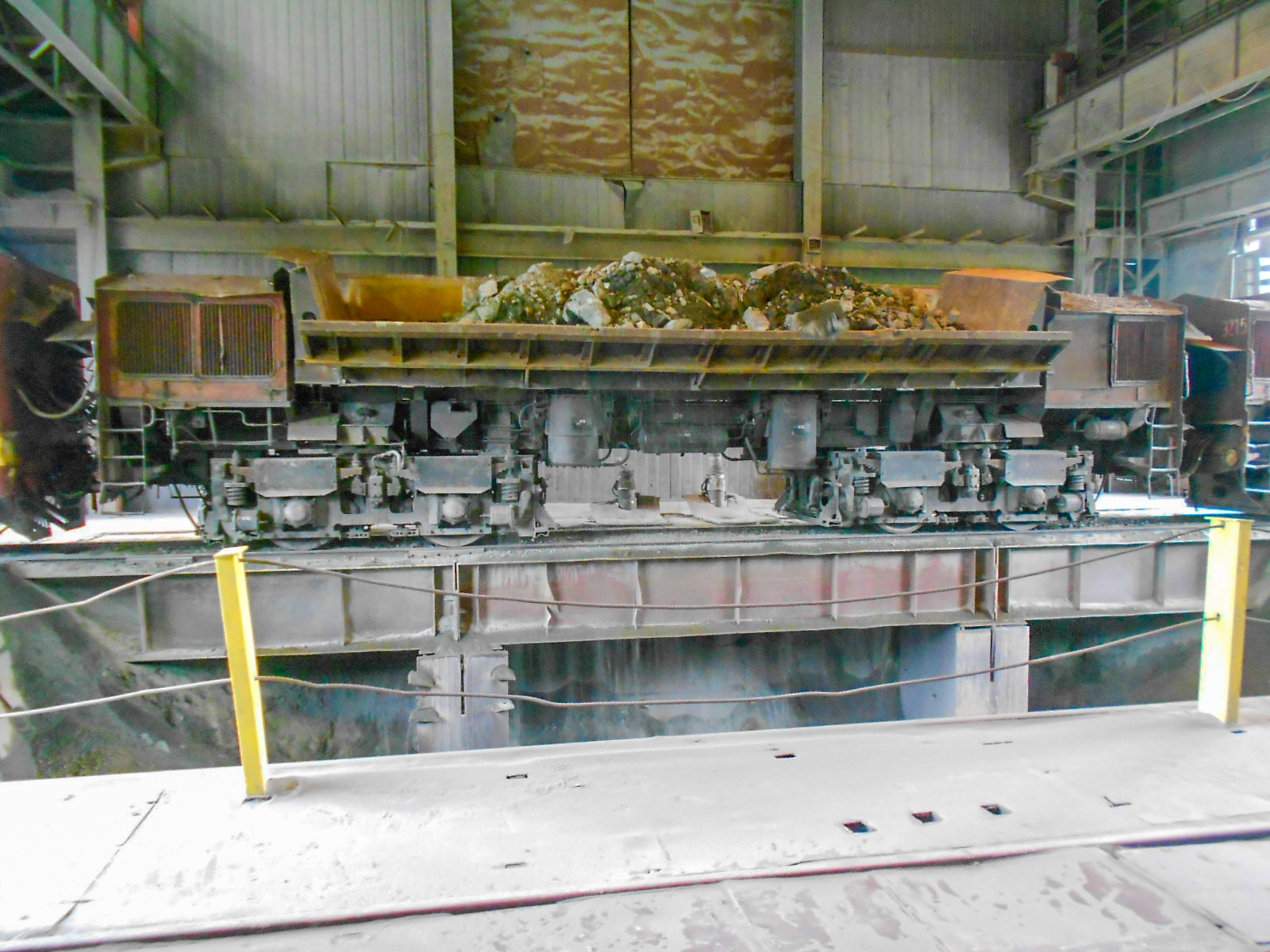
Motorkippwagen der EL 20 beim Entladen

Die Lokomotiven entwickeln im Gespann mit den Motorkippwagen eine Leistung von 5520 kW und eine Anfahrzugkraft von 1180 kN. Das Gespann besitzt eine Länge über Kupplung von 52.300 mm. Im Vergleich mit einem herkömmlichen Zug konnte bei gleicher Zuglänge durch die Motorkippwagen mit Beladung ein Wagen mehr eingesetzt werden.

### Mechanik
Die Lokomotiven sind als Rahmentyp aufgebaut. Der Oberrahmen entstand in Schweißtechnik mit einem hochgesetzten Führerhaus in der Mitte und zwei darin diagonal angeordnete Führerstände für den Einmannbetrieb. Im Führerhaus sind die Schaltschränke für die Fahrzeugsteuerung untergebracht, die weitere Maschinenausrüstung befindet sich in den getrennten Maschinenräumen. Zugang zu der Maschinenausrüstung geschieht über Dachklappen, seitliche Türen in den Seiten- und Stirnwänden oder über verschließbare Türen vom Führerstand aus. Die Kühlluft für die elektrische Ausrüstung wird über Lüftungsgitter angesaugt. Der Maschinenraum kann im Winterbetrieb durch die Abwärme der Kühlung für den Trafo und der Gleichrichter mit erwärmt werden. Durch Überdruck im Maschinenraum wird die Verstaubung der elektrischen Geräte auf ein Minimum begrenzt.
Die Drehgestelle sind ebenfalls eine Schweißkonstruktion und bilden mit Längs- sowie Querträger einen geschlossenen Rahmen. Die Achslager sind in den Ausschnitten mit Manganplatten geführt. Gefedert werden sie über eine direkte Federung mit oberhalb der Radsätze angeordneten Blattfedern und Schraubenfedern. Die Anlenkung an den Fahrzeugen geschieht über am Oberrahmen befestigten Drehzapfen. Die Abstützung des Oberrahmens auf den Drehgestellen geschieht über die indirekte Federung auf seitlichen Gleitpfannen und wälzgelagerte Abstützung an beiden Drehgestellendquerträger. Die Lokomotiven besitzen Scheibenräder mit auf den Radkörpern aufgeschrumpften Radreifen.
Die pneumatische Bremse wirkt direkt und indirekt nach russischer Bauart. Die dazu erforderliche Luft wird durch zwei Kolbenkompressoren rusischer Bauart erzeugt. Die Klotzbremse wirkt beidseitig des Rades und umschließt den Spurkranz, vorhanden sind ferner eine Widerstandsbremse und eine Handbremse.

### Elektrik
Die Elektrik entspricht ungefähr der Ausführung der LEW EL 10. Die Wellenstrommotoren werden mit einer Spannung von 930 V gespeist. Die Leistungsregelung geschieht über Thyristorsteuerung stufenlos. Die Lokomotiven besitzen drei getrennte Fahr- und Bremsstromkreise für sich und die beiden Motorkippwagen. Die Gleichrichteranlage wird mit schnell ansprechenden Sicherungen abgesichert. Der Hochspannungskreis ist mit einem druckluftbetriebenen Leistungsschalter ausschaltbar. Der eigenbelüftete Transformator ist elektronisch geregelt mit 10 Stufen für die Fahrsteuerung der Lok.
Die Motorkippwagen werden über geklemmte Leitungen an der E-Maschinenraumseite angeschlossen. Über die Thyristorsteuerung wird auch der Gleichstromkreis mit einer Spannung von 110 V gespeist. Darüber wird auch die Batterie geladen. Die Stromabnehmer, Fahr- und Bremsschütze und der Fahrtrichtungswender besitzen Druckluftsteuerung. Die Fahrzeuge besitzen eine Sicherheitsfahrschaltung, Zugfunk, Stirnscheibenheizung, Kühlfach und Kochplatte. Für die Führerstandsheizung und die Batterieheizung ist ein Stromkreis 220 V 50 Hz vorhanden.

### Dieselgeneratoraggregat
Die Lokomotive besitzt einen gegenüber der LEW EL 10 leistungsgesteigerten Antriebsmotor, der als wassergekühlter 12-Zylinder-Motor mit Abgasturbolader und Ladeluftkühlung der Motorreihe der in der DDR hergestellten Motoren entspricht. Der Generator wird über eine drehelastische Kupplung und Gelenkwelle angetrieben. Gekühlt wird die Einrichtung über Axial-Ventillatoren, das Schmieröl und Wärmetauscher. Das Kühlwasser kann elektrisch vorgewärmt werden. Ein Kraftstoffvorrat für 2.200 l ist unterflur angeordnet.
Der Dieselmotor kann über die Batterie oder über die Gleichrichteranlage elektrisch angelassen werden.

### Motorkippwagen
Die Motorkippwagen sind gegenüber denen der LEW EL 10 mit stärkeren Fahrmotoren ausgerüstet worden. Der Unterrahmen und die Kippwanne sind eine Kastenkonstruktion in Schweißbauweise. Am Untergestell ist die verstärkte SA3-Kupplung angebracht. Die Abstützung auf den Drehgestellen erfolgt wie bei der Lokomotive. Aus Gründen der Ersatzteilsicherheit wurden die Kippwanne, die Kippeinrichtung und die Kippzylinder aus russischer Produktion hergestellt. Die Lüfter der Fahrmotoren, Fahrbrems- und Richtungswender sowie die Druckluftgeräte sind in speziellen Maschinenräumen an jedem Ende des Kippwagens untergebracht. Die Luft dafür wird über Lüftungsgitter und Filtermatten angesaugt.